# 薛元嗣
薛元嗣（？—？），名伯孙，字元嗣，以字行，河东郡汾阴县（今山西省运城市万荣县）人，出自河东薛氏南祖，北魏河东康王薛安都之子，南齐、南梁官员。

## 生平
永元元年（499年）至永元二年（500年）之间，车骑江夏王萧宝玄参军事、宣阁将军、新任右军中郎将薛元嗣被封为开国县侯，食邑一千户。
永元二年十二月，萧宝卷听说刘山阳被杀，诏令讨伐荆州和雍州。十二月戊寅（501年1月17日），萧宝卷任命冠军长史刘浍出任雍州刺史；派遣骁骑将军薛元嗣、制局监暨荣伯率领军队以及运输粮食的一百四十多艘船送到郢州刺史张冲那里，命令张冲抗击萧衍的军队。薛元嗣以刘山阳之死为前车之鉴，怀疑张冲不敢进兵，于是停驻在夏口浦，后来薛元嗣和暨荣伯听说萧衍的军队将要到了，才进入郢城。
永元三年三月丁酉（501年4月6日），张冲病死，薛元嗣与张冲的儿子张孜以及征虏长史、江夏内史程茂共同防守郢城。萧宝卷赐薛元嗣和吴子阳假节。
永元三年三月乙巳（501年4月14日），薛元嗣派军主沈难当率快船数千艘，乘着纷乱的水流向萧衍的军队开战，张惠绍等人击败沈难当，将对方全部俘虏。
永元三年四月，萧衍从沔水出兵，派王茂和萧颖达等人进发逼近郢城。薛元嗣的军队战斗十分疲惫，因此不敢出城。
薛元嗣等人处于围城之中，没有其他谋划，只是迎接蒋子文和苏侯神，每天日落时都在州府厅堂上祭祀求福，求神的铃铎声昼夜不绝。又让蒋子文的神像登上城墙巡行，次日也这样循环往复，有识之士知道郢城要失败了。
永元三年七月己未（501年8月26日），萧宝卷任命程茂为督郢司二州、辅国将军、郢州刺史，薛元嗣为督雍梁州南秦北秦四州郢州之竟陵司州之随郡、冠军将军、雍州刺史，两人都持节。第二天（501年8月27日），快要天亮的时候，程茂和薛元嗣商议投降，让张孜写信给萧衍，派参军朱晓向萧衍献出郢城投降。薛元嗣后在南梁担任直阁将军。

## 家庭

### 兄弟姐妹
- 薛道标，北魏镇南将军、秦州刺史、河东公
- 薛道异
- 薛道次，北魏安西将军、光禄大夫、假河南公
- 薛道智
- 薛伯令
- 薛环龙
- 薛真龙
- 薛道龙
- 薛氏，嫁刘宋前军将军、下邳郡太守裴祖隆
- 薛氏，嫁北魏司徒咨议、岐州刺史皇甫椿龄

### 子女
- 薛邦，南梁巴东郡太守，赠益州剌史[1]